# 井出陽一郎
井出 陽一郎（いで よういちろう、1952年3月22日 - ）は、日本の実業家、松坂屋銀座店元店長、株式会社さいか屋元代表取締役社長、日本百貨店協会元専務理事。

## 人物・経歴
1952年3月22日生まれ。長野県出身。
1974年3月、立教大学法学部卒業。同年4月、株式会社松坂屋（現・大丸松坂屋百貨店）に入社。
2007年3月、同社理事兼銀座店店長に就任。2008年、同社執行役員MD統括部長。2009年9月、J.フロント リテイリング株式会社執行役員MD推進部長。2010年3月、株式会社大丸松坂屋百貨店執行役員MD推進部長を歴任。
2012年5月、日本百貨店協会専務理事。
2017年5月、株式会社エーエフシー取締役、同年9月、同社専務、2020年5月、さいか屋取締役を歴任。
2021年5月、さいか屋代表取締役社長に就任。2022年、社長を退任。